# سوراخ شیاطین

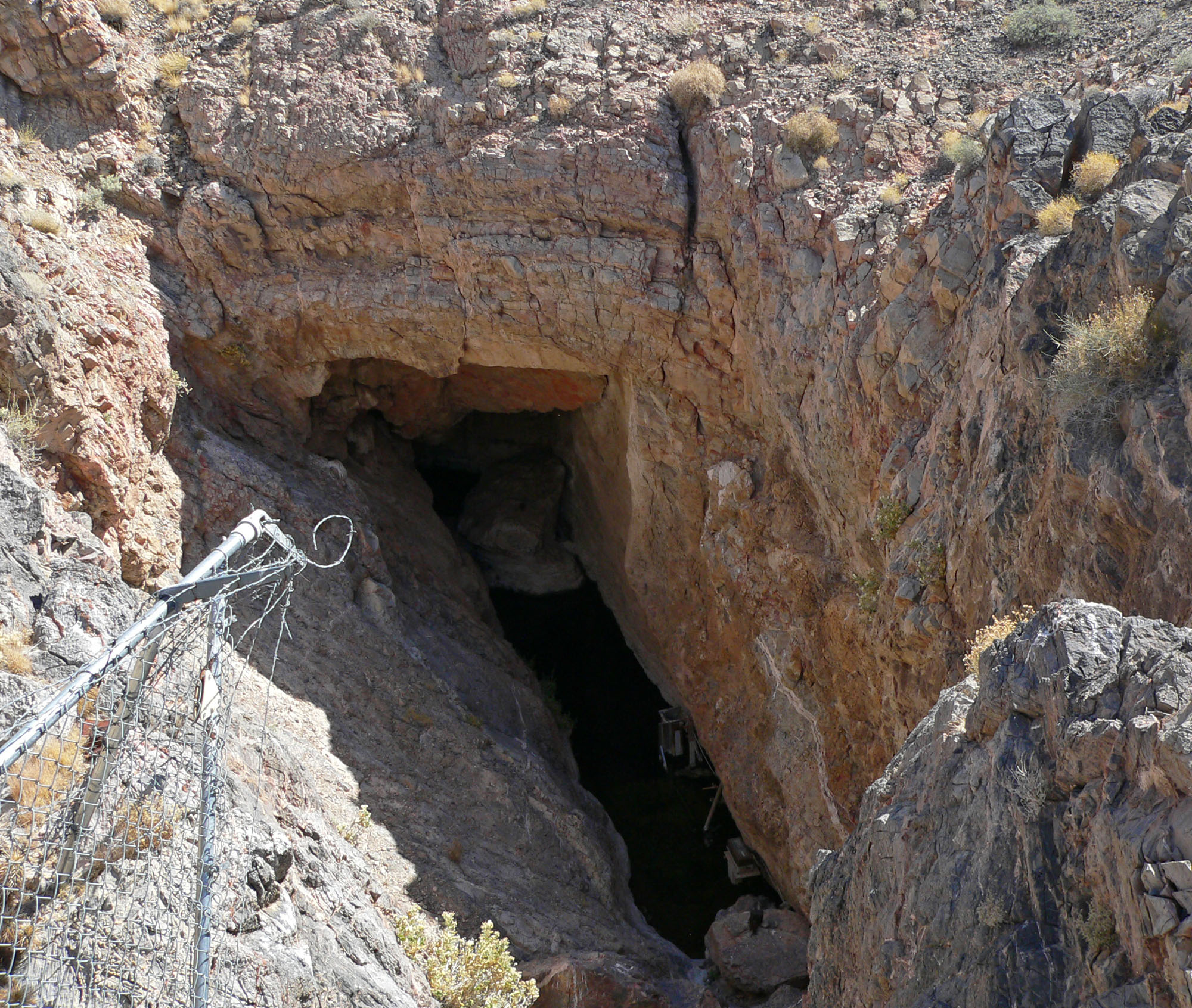
درون چشمهٔ شیاطین، قسمت تاریک سطح آب را نشان می‌دهد.

چشمهٔ سوراخ شیاطین (به انگلیسی: Devils Hole)، که زیستگاه نوع منحصربه‌فردی از یک کپوردندان بیابانی است در پناه‌گاه ملی حیات‌وحش مرغزارهای خاکستر در شهرستان نای، نوادا، جنوب غرب ایالات متحده قرار دارد. این چشمه تحت کنترل پارک ملی دث ولی است.